# Maurice Glaize
Maurice Glaize (26. december 1886 i Paris – 17. juli 1964 i La Rochelle) var konservator ved Angkor fra 1937 til 1945. I 1944 udgav han en guide til templerne med titlen Les Monuments du groupe Angkor (Monumenterne i Angkor Gruppen), der stadig bruges af besøgende. 
Efter at have studeret arkitektur – han dimitterede i 1919 som DPLG arkitekt i slutningen af Første Verdenskrig – var han arkitektekspert hos Credit Foncier, først i Phnom Penh (Cambodja), derefter i Saigon (Cochin), mellem 1928 og 1934. Fra 1934 til begyndelsen af 1936, var han arkitekt på Crédit Foncier de Dakar (Senegal). Tilbage i Paris, forelagde han sit kandidatur til den franske skole i Det Fjerne Østen (EFEO), blev medlem i slutningen af 1936 og vendte tilbage til Cambodja, hvor han var i Angkor fra oktober 1936. Han er dog først etableret på posten tidligt i 1937. 
På Angkor ledte han frigravningen og restaureringen af Østlige Mebon af Phnom krom og Phnom Bo, samt begyndte arbejdet på Preah Khan, Bayon og Angkor Thom. 

## Hans værker
Ud over talrige artikler i publikationer af EFEO, er Maurice Glaize kendt i den brede offentlighed gennem udgivelsen af bogen monumenter i Angkor gruppen, hvis første udgave udkom i 1944. Bogen bruges stadig af besøgende. Bog blev genoptrykt i 1948, 1963 og 1993 og derefter genoptrykt flere gange siden da.

## Eksterne link
- Glaize, Maurice (2003 udgave af en engelsk oversættelse af den 4. franske udgave fra 1993).Monumenterne i Angkor-gruppen. Hentet 14. juli 2005. (engelsk)